# Consummatus
Consummatus ist ein Roman von Sibylle Lewitscharoff, der 2006 in München erschien.
Der fahrige Monolog des reichlich 55-jährigen Ich-Erzählers, des Deutschlehrers Ralph Zimmermann, genannt Ralphi, am Samstag, dem 3. April 2004 vormittags im Stuttgarter Caféhaus Rösler, kreist um tragische Familienereignisse. Bei zwei Unfällen in Kenia und Frankreich kamen einmal die Eltern Agnes und Erwin sowie andermal die Geliebte Johanna Skrodzki – kurz Joey – um.

## Inhalt
Alles glauben sollte man dem Ich-Erzähler vielleicht nicht. Im ersten Kapitel, als er noch nicht die vielen Wodkas intus hat, will er dem naiven Leser seine Jenseitsfahrt anno 2000 mit erfolgreicher Rückkehr glauben machen. Durchgängig konfus ist der Monolog über Gott und die Welt eigentlich nicht. Immerhin relativiert Ralphi gegen Ende seiner Totenklage, als es bei Kaffee nicht geblieben ist, den bildungssprachlichen Titel Consummatus – auf Deutsch der Vollendete – ein klein wenig: Jesu letztes Wort am Kreuz: Consummatum est – Es ist vollbracht.
Ralphi erscheint als liebenswerter Zeitgenosse – schon deshalb, weil er fürchtet, der Leser könnte ihn für einen Schwätzer halten. Überdies stimmt der Terminus Monolog für das Gerede nicht. Ralphi redet unausgesetzt mit den Toten und erhält aus dem Totenreich laufend Antwort. Mutter Agnes lächelt dem Wodkatrinker zu; ist auf ihr Haushaltwunder Ralphi ein bisschen stolz. Leider sind die Insassen des Totenreichs nicht berührbar. In diesem putzigen Dialog erscheinen die Äußerungen des im Café Alkohol konsumierenden Deutschlehrers normal schwarz gedruckt; es wurde also Druckerschwärze verschwendet, hingegen bei den blassen Antworten aus dem Jenseits hat der Drucker Schwärze gespart. Im letzten Kapitel – der Samstagnachmittag ist angebrochen, hat Ralphi die Caféhaus-Rechnung beglichen und mit dem Titel gebenden „es ist vollbracht“ quittiert. Er tritt hinaus in das April-Schneegestöber. Als der Flockenwirbel aus Schneekristallen mitten im Satzspiegel und sogar innerhalb der Textzeile überhandnimmt, ist der Ich-Erzähler vom Wodka so benebelt, dass der Leser beim besten Willen nicht weiß, was gehauen und gestochen ist. Der sogleich folgende Versuch einer Kurzbesprechung des Ausfluges des Protagonisten ins Schattenreich muss sich notgedrungen auf das Wenige halbwegs Verständliche beschränken.
26 Jahre schon unterrichtet der bleiche Ralphi in einem Stuttgarter Gymnasium Deutsch und Geschichte. Er wurde 1949 in Stuttgart und Joey 1942 in Berlin geboren. Bereits als Trümmerkind hatte Joey die Eltern verloren. Ralphis Eltern waren aus Stettin und Breslau nach Degerloch geflüchtet.
Vergnügliche Einfälle hat Sibylle Lewitscharoff einige. Nicht gemeint sind damit die hübschen Gags von der Anzeige der 16 Romankapitel als Magisches Quadrat à la Yang Hui oder aber auch die von der lockeren Einbindung solcher Ikonen der Pop Art wie Andy Warhol, Jim Morrison und Edie Sedgwick. Gemeint ist zum Beispiel die Sache mit den Toten, deren Zahl bekanntlich mit der Zeit gegen unendlich geht. Also, könnte der unbedarfte Leser vermuten, wird der Abstand eines Toten zu seinen Nachbarn im Totenreich immer knapper. Weit gefehlt. Die Tag und Nacht stattfindende Expansion des Universums schafft immer wieder Raum. Oder der Umgang Ralphis mit den namhafteren Toten – von Goethe über den schwäbischen Lokalmatador Hölderlin bis zu Freud. Ein gescheiter Dialog mit diesen Leuten unterbleibt. Freud möchte nicht behelligt werden. Lessing, Jean Paul, Rilke, Hugo von Hofmannsthal, Benn, Stefan George und Peter Handke werden genannt. Zur Fauna: Mancher Vogel ist im Totenreich „übermenschengroß“. Ralphi ist gläubig; die Mama war es zu Lebzeiten nicht. Ralphi meint: „Es gibt Ihn... Er wird spürbar in der Stille einer großen Bibliothek.“  Sibylle Lewitscharoff können Grundkenntnisse in der Theoretischen Physik, also auf dem Fachgebiet Wechselwirkung von Wellen an räumlichen Hindernissen, nicht abgesprochen werden. Auf den Lieben Gott angewandt – Er sollte sich in unserer Welt der Lebenden als „Hinwelle“ und im Totenreich als „Rückwelle“ gedacht werden. Freilich sei der Mensch zu klein, sich allein die Laufzeiten dieser Schwingungsvorgänge zu verinnerlichen. Gott schalte mit einer Geschwindigkeit um, die garantiert größer als die Lichtgeschwindigkeit ist.
Spezialgebiete des Geschichtslehrers Ralphi sind Kaiser Friedrich II., der sizilianische Friedrich, der Dreißigjährige Krieg und etlicher „Gauleitermüll“. Letzteres Thema kreist vornehmlich um Gauleiter Murr, um den 4. Dezember 1944 in Heilbronn  und um das Foto, auf dem der Vater eines Schulfreundes „vor einem Leichenhaufen in Polen“ zu sehen ist.
In dem Roman passiert – außer der entsetzlichen Erinnerungsarbeit Ralphis – nichts Sinnvolles. Mitteilenswert sind höchstens noch die Todesumstände der Angehörigen des Ich-Erzählers. Die Douglas DC-3 der Serengeti-Airways mit den Eltern an Bord von Nairobi aus gestartet, stürzte 1979 über dem Engaruka-Becken beim Anflug auf den Kilimandscharo ab und Ralphi verletzte die Geliebte Joey, diese „lange Latte“, im November 1981 versehentlich beim Rückstoßen mit dem PKW auf einer französischen Straße tödlich.
Ralphi bemängelt an Joey, sie habe zu Lebzeiten Sätze angefangen und nicht beendet. Dieses nervtötende Prinzip hat der Ich-Erzähler über den ganzen Roman hinweg auf die überwiegende Mehrzahl seiner Gedankenfragmente übertragen. Aus der daraus folgenden Schwer- und streckenweise Unverständlichkeit des Textes leuchtet aber an einigen Stellen Sinn anrührend hervor. Bei der Gelegenheit tritt die erzählerische Potenz der Sibylle Lewitscharoff ans Licht. Dafür sei ein Beispiel angegeben. Oben wurde das Tohuwabohu zwischen den Schneeflocken am Romanende angekreidet. Aber beim zweiten Durchlesen wird die Ursache für Ralphis Flucht in die „Sturztrunkenheit“ deutlich. Dieser Mann kann den mitverschuldeten Unfalltod der Geliebten nicht verwinden. Ralphi wird Joey immer lieben; lieben mit all ihren großen und kleinen Fehlern.

## Herausfordernde Prosa
Ralphi ist ja Lehrer. Also nun zwei Beispiele aus dem Text, diesem Wechselbad der Gefühle, zum Thema Pädagogik.
Erstens, Joey hatte damals ihren achtjährigen Sohn François mitgebracht. Dank Reisetätigkeit der Mutter über Ländergrenzen hinweg hatte sich dieser kleine Junge jedes Mal erfolgreich um den Schulbesuch gedrückt. Der Lehrer Ralphi hatte Nachhilfe gegeben.
Zweitens, nicht jeder Gedankensplitter steht in dem Roman als unanfechtbar da. Ralphi äußert über seine Schüler auf dem Stuttgarter Gymnasium: „...bei einigen wäre es besser gewesen, man hätte beizeiten Kissen auf ihre unvernünftigen Münder gepreßt.“ Solches provokantes Schreiben generiert Angriffspunkte für Auslegungen nach der Lektüre. Mindestens zwei Behauptungen könnten im Leserhirn emporwallen. Erstens, der Lehrerstandpunkt: Dieser Gymnasiallehrer Ralphi wurde mit den Jahren von im Elternhaus gar nicht oder – schlimmer noch – antiautoritär erzogenen Kindern kaputtgespielt und muss sich jeden dienstfreien Samstagvormittag im Café Rösler für teures Geld mit Wodka volllaufen lassen. Zweitens, der Elternstandpunkt: Dieser Pauker Ralphi hat an unserem schönen Stuttgarter, durch und durch humanistischen Gymnasium nichts zu suchen. So ein Subjekt darf nicht länger auf mein Kind losgelassen werden. Es muss in Schleune vom Dienst suspendiert werden.

## Rezeption
- 18. Februar 2006, Frankfurter Allgemeine Zeitung: Aus dem Off des Lebens. Orpheusle: Sibylle Lewitscharoffs schwäbische Jenseitsreise: Joey ist Rocksängerin – so ähnlich wie dereinst Nico. Weil also seine Eurydike singt, sei Ralphi ein inverser Orpheus. Die Konstruktion des Romangebäudes erscheine als fast unübertrefflich riskant.
- 1. April 2006, Jörg Magenau in der taz: Für immer die Toten:  Der bedeutungsschwer aufgeblasene Roman sei leider nicht ironisch.
- Mai 2006, Georg Patzer in literaturkritik.de: Von den Toten auferstanden, in einem Stuttgarter Café gestrandet: Situationskomik sowie Korrektur des Erzähler-Monologs durch die Totenstimmen erzeugten Lesevergnügen.
- 30. Juni 2006, Anna-Lena Wolff bei livekritik.de: Sibylle Lewitscharoff – Consummatus. Roman: Das Werk sei eine Anhäufung zusammenhangloser, mittendrin abgebrochener Gedanken.
- 26. September 2006, Beatrice von Matt in der NZZ: Aufbruch ins Herz der Wirklichkeit. Sibylle Lewitscharoffs üppiger Roman «Consummatus»: Das Buch sei eine glänzend geschriebene Zumutung. Der Schluss sei grandios. Die Formen wären missachtet worden.
- 6. Mai 2008, Albert von Schirnding in der Katholischen Akademie Bayern: Einführung in das Werk von Sibylle Lewitscharoff: Ein Thema sei das Geheimnis vom Stirb und werde[5].
- 18. Mai 2009, Denis Scheck im hr: Zwischen Stuttgart und dem Totenreich. Sibylle Lewitscharoff „Consummatus“: Den Weg hinab in den Hades könnten wir uns sparen,  denn die Toten schauten uns quasi als Harald-Schmidt-Zombiebande über die Schulter.
- 20. Juni 2011, belletristiktipps.de: Sibylle Lewitscharoff: „Consummatus“: Aus dem mühsamen Plot sei ein phantasievolles Buch geworden, das man nicht lesen müsse.
- Sigrid Löffler in Stimmen der Zeit 3/2012, S. 197–204: „Mit einem Haifischbiß“. Die Schriftstellerin Sibylle Lewitscharoff in ihren Romanen: Die Autorin habe dem Pop-Gekreische das Lachen Jesu als Cantus firmus unterlegt.
- 7. März 2014, Gregor Dotzauer im Tagesspiegel: Der Fall Lewitscharoff. Spuren im Werk: Das Werk der „schwäbischen Pietistin“ Sibylle Lewitscharoff wird philosophisch auch unter dem Aspekt betrachtet: Darf die denn das?
- perlentaucher.de weist hin auf Rezensionen von
  - Thomas Steinfeld am 14. März 2006 in der Süddeutschen Zeitung,
  - Sabine Peters am 15. März 2006 in der Frankfurter Rundschau,
  - Jochen Jung am 16. März 2006 in der Zeit.

### Erstausgabe
- Sibylle Lewitscharoff: Consummatus. Roman. DVA, Stuttgart 2006, 236 Seiten. ISBN 3-421-05596-3.

### Ausgaben
- Sibylle Lewitscharoff: Consummatus. Roman. Suhrkamp, Frankfurt am Main 2010 (Lizenzgeber: DVA München), 237 Seiten. ISBN 978-3-518-46230-0 (verwendete Ausgabe)